# Театр юношеского творчества
ТЮТ (Театр юношеского творчества) — юношеский театр-школа в Санкт-Петербурге, основанный в 1956 году педагогом и режиссёром Матвеем Григорьевичем Дубровиным в ленинградском Дворце пионеров и школьников (ныне Санкт-Петербургский городской дворец творчества юных).

## История театра

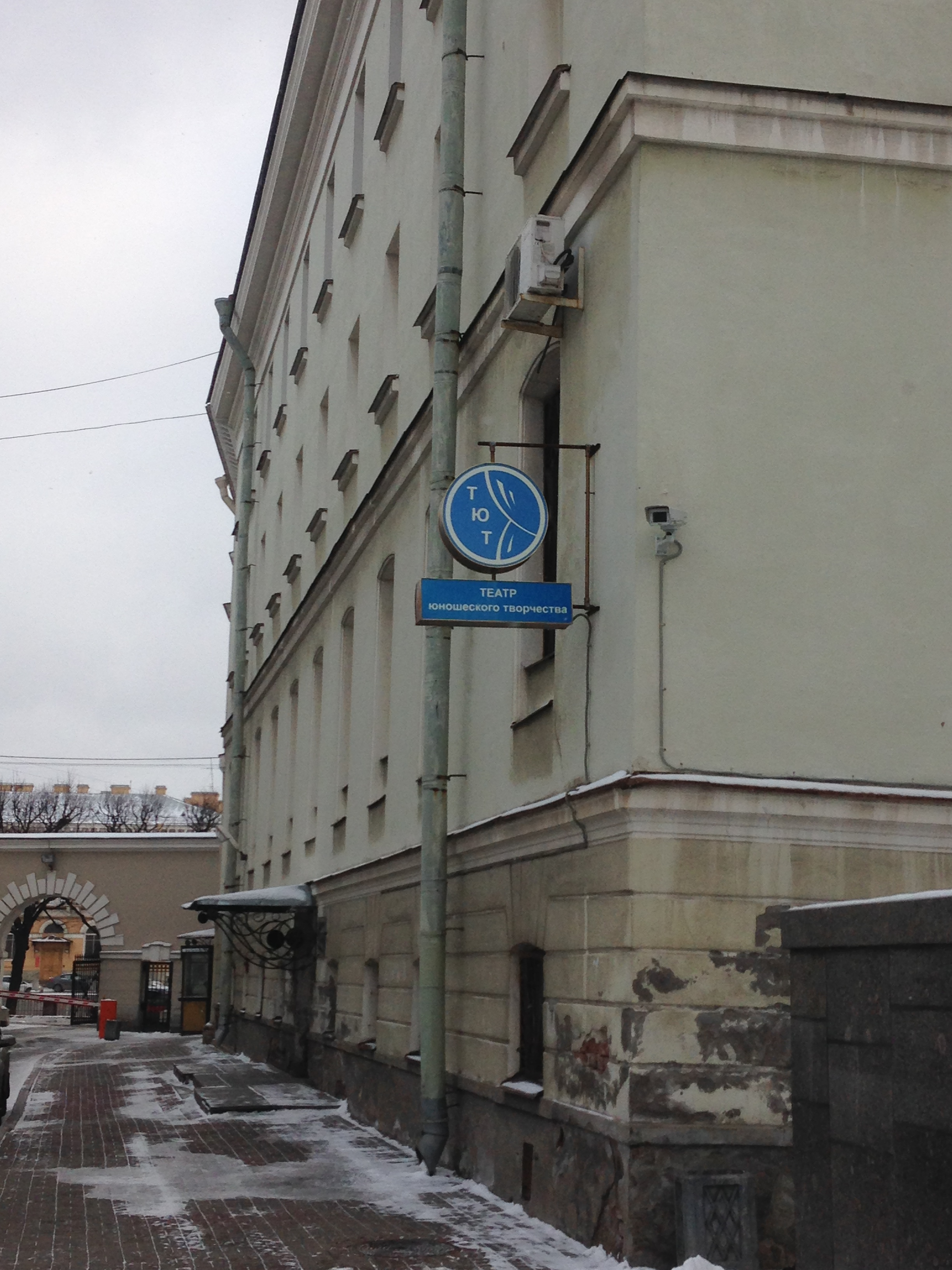
Здание ТЮТа

Основатель театра — Матвей Григорьевич Дубровин (1911—1974), создавая ТЮТ, разработал теорию комплексного воспитания ребёнка средствами театрального искусства. Методика М. Г. Дубровина заключалась в том, чтобы воспитать личность посредством театра.
Изначально театр занимал помещения в Художественном отделе Дворца пионеров, расположенном в одном из корпусов Кваренги, входящим в ансамбль Аничкова дворца. Здесь же находилась первая Малая сцена ТЮТа на 70 мест.
Крупные постановки шли в Театре народного творчества (ТНТ) на улице Рубинштейна 13.
В 1985 году, по завершении строительства Театрально-концертного комплекса, ТЮТ переехал в новое здание, где с комфортом разместился на пяти этажах и двух сценах. Техническое обеспечение сцен — одно из лучших в городе. Основные спектакли проходят на малой сцене ТЮТа, рассчитанной на 125 мест.

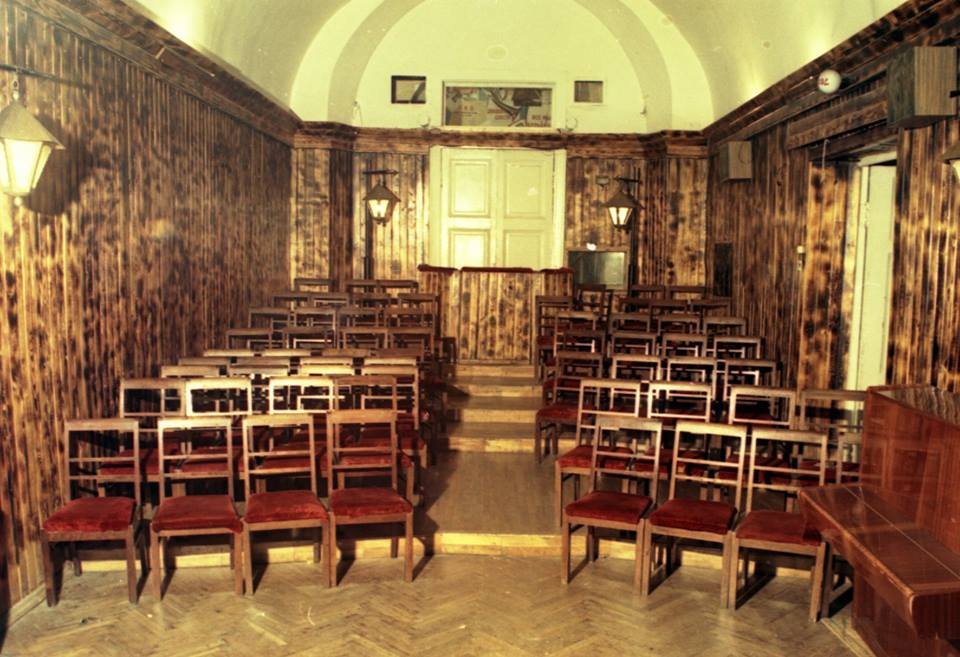
Старый зрительский зал малой сцены ТЮТа

М. Г. Дубровин серьёзно изучал и применял в работе с детьми педагогические приемы А. С. Макаренко. Так, в ТЮТе существовало самоуправление. Наравне с педсоветом работал и Совет театра, в который избирались ребята путём всеобщего голосования. Они решали многие вопросы жизни театра, но вместе с тем должны были подчиняться ответственным дежурным или бригадирам, назначавшимся на тот или иной вид деятельности. После смерти М. Г. Дубровина в 1974 году театр не прекратил своего существования. Выпускались спектакли, продолжались выезды в летние лагеря, на гастроли. Все это оказалось возможным благодаря тому, что педагогический коллектив театра состоял преимущественно из выпускников ТЮТа. Существовала преемственность поколений. После М. Г. Дубровина художественным руководителем стал заслуженный работник культуры России Евгений Юрьевич Сазонов, ученик М. Г. Дубровина.
В 2006 году ТЮТ отметил своё 50-летие. К этой дате силами ТЮТовцев была выпущена книга «В кругу Матвея Дубровина» (Санкт — Петербург. «Балтийские сезоны» 2006), в которой собраны воспоминания «первого поколения» о своем учителе. Собственную книгу воспоминаний о ТЮТе М. Г. Дубровин так и не успел завершить.
В 2008 году в целях сохранения видеоархивов ТЮТ и обеспечения доступа к ним всех желающих был создан видеохостинг ТЮТ ТВ.
22 апреля 2016 года Театру юношеского творчества исполнилось 60 лет.
Интересный факт: Александринский театр, который находится «через дорогу» от ТЮТа, старше ровно на 200 лет.

## Структура театра
Театр юношеского творчества построен по принципу «круга». В отличие от профессионального театра, построенного как иерархическая вертикаль, где на вершине находятся режиссёр и актёры, а подножие занимают театральные цеха — костюмеры, гримеры, бутафоры, осветители, Матвеем Дубровиным был создан «круг», где все театральные профессии являются тропинками к спектаклю, результату общего труда участников. Каждый из участников выбирает свой производственный театральный цех и, работая в нём, вносит свой вклад в создание спектакля. Такое построение, помимо глубокого знакомства каждого из участников со всеми аспектами деятельности театра, в значительной мере защищает юных актёров от «звёздной» болезни (сегодня ты выступаешь на сцене, а завтра — за кулисами, работая в одном из цехов, помогаешь своим товарищам).
В ТЮТе первоначально были созданы 10 обслуживающих цехов:
- поделочный
- бутафорский
- пошивочный
- костюмерный
- администраторский (зрелищный)
- гримерный
- осветительский
- радио-шумовой
- монтировочный
- цех помощников режиссёра (помрежский)

В дальнейшем были созданы ещё несколько цехов, в числе которых:
- цех редакции
- РОУ (режиссёрско-организаторское управление)
- слесарный
- макетный
- живописный

Во главе каждого цеха стоит старший цеха, ему помогают педагоги цеха. Старший каждого цеха подставляет интересы своего цеха в совете театра, совет возглавляет председатель совета.
Занятие в одном из цехов обязательно для студийцев. Таким образом участники получают навыки театральных профессий и подготавливаются к работе на настоящих тютовских спектаклях.
На момент 68-го сезона в ТЮТе — 10 цехов:
- поделочный
- бутафорский
- зрелищный (администраторский)
- гримерный
- модельерный
- цех помощников режиссёра (помрежский)
- монтировочный
- осветительский
- костюмерный
- звуковой

## Правила театра

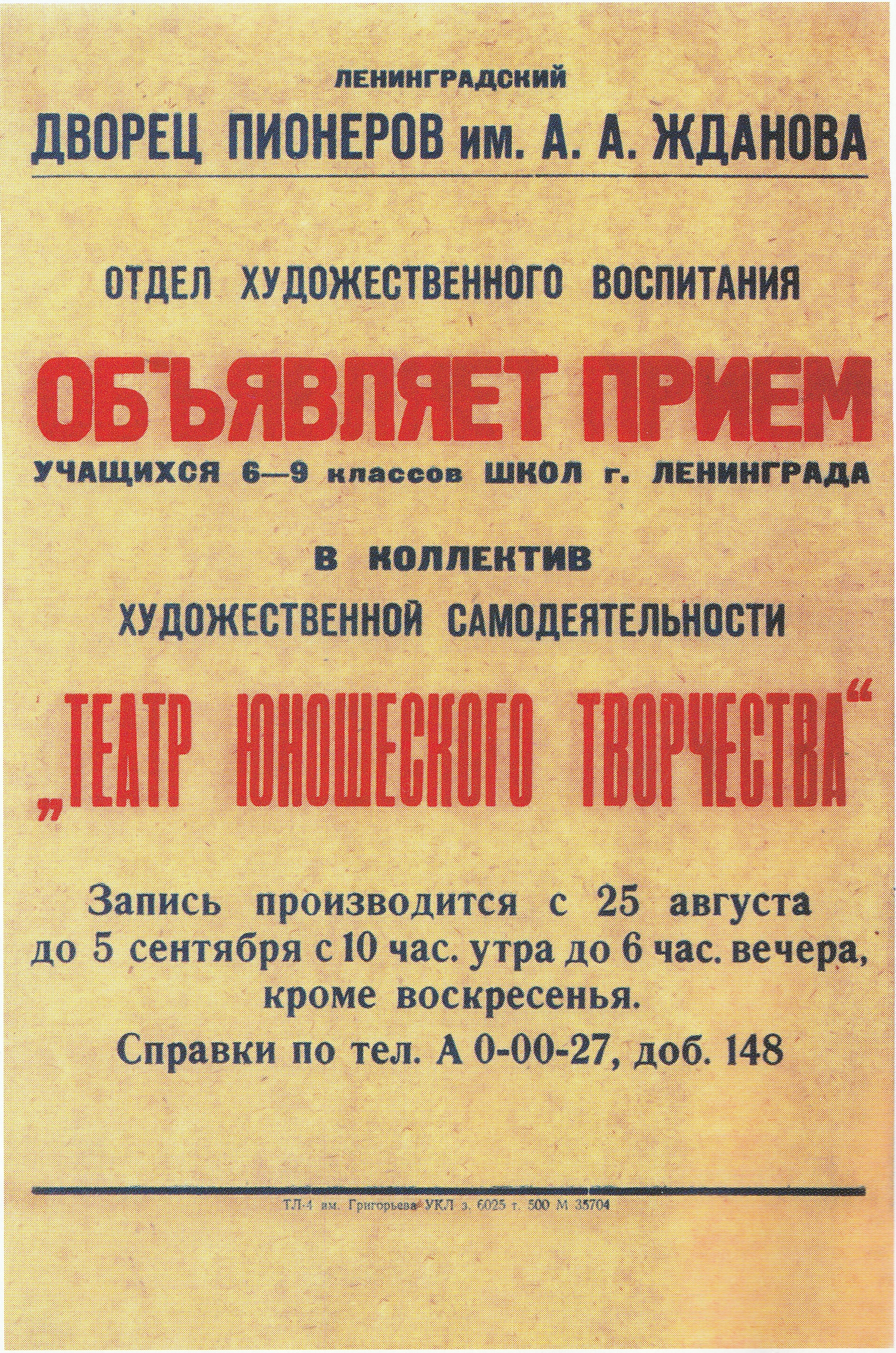
Афиша о приёме в ТЮТ

Поступление в театр происходит почти так же, как и в театральный институт. Поступающим предстоит пройти три тура, на которых необходимо рассказать стихотворение, басню, спеть песню. Поступающего могут попросить исполнить небольшой этюд на заданную тему. Экзамены принимают педагоги и режиссёры ТЮТа.
Для поступающих проводится экскурсия по ТЮТу, которая знакомит их с производственными цехами и структурой театра. На основе полученных знаний каждый «соискатель» выбирает ту театральную профессию, которая его больше всего заинтересовала.
Запись на туры традиционно проходит в последних числах августа и в первых числах сентября. Принимаются подростки с 12 лет и до окончания школы.
Первый год в ТЮТе
Вновь поступившие именуются «студийцами». Они ещё только учатся быть тютовцами. Занятия проходят три раза в неделю. Два дня — студия актёрского мастерства, один день — студия цеха.
Студии актёрского мастерства разделены по возрастам, занятия проводят режиссёры театра. Ребята изучают основы актёрского мастерства, выполняют этюды и упражнения. К концу года каждая студия готовит выпускной учебный спектакль, на котором присутствуют «все свои»: родители, педагоги, тютовцы.

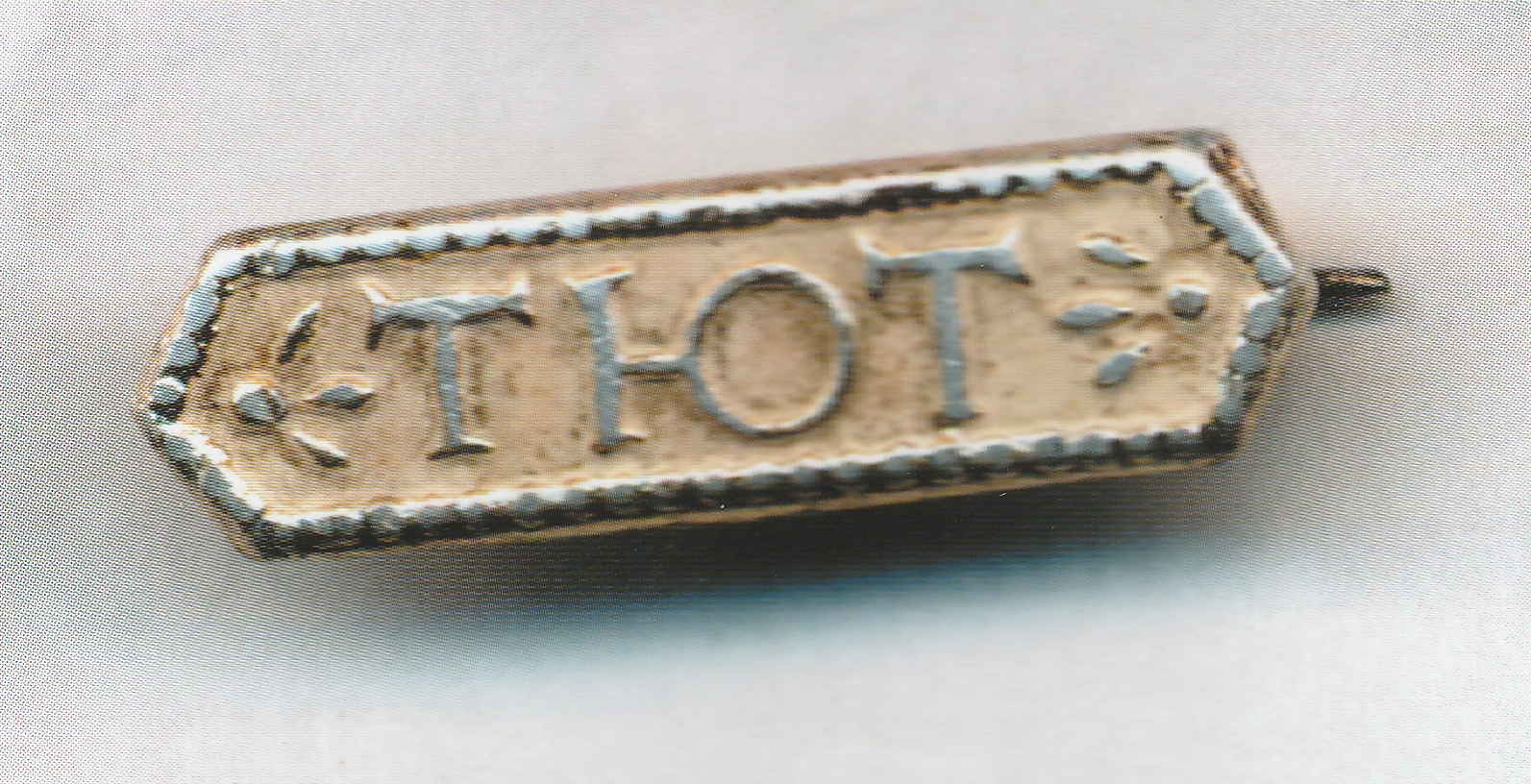
Значок ТЮТовца

В студии цеха ребята изучают основы одной из театральных профессий, которой они отдали предпочтение при поступлении. Занятия ведут педагоги цехов. И хотя в театре не ставится задача досконального изучения той или иной профессии, ребята сами стремятся к самосовершенствованию. Некоторые производственные цеха (осветительский, звуковой) имеют ограничения по возрасту, туда принимают юношей и девушек с 14 лет. Это происходит в связи с тем, что ребятам предстоит изучать и работать на профессиональной театральной аппаратуре.
В конце года студийцы торжественно переименовываются в тютовцев. По итогам учебных спектаклей ребят распределяют по творческим группам, в которых им предстоит совершенствоваться в актёрском мастерстве в последующие годы. Так же продолжается их работа в производственных цехах, ребята привлекаются к обслуживанию спектаклей, идущих на сцене ТЮТа.
Изучение актёрского мастерства и театральной профессии дает возможность ребёнку раскрепоститься, уйти от обыденности школьных уроков. В этом и заключается суть педагогического новаторства ТЮТа: созидание Прекрасного, отношение к любому делу как к творчеству, позволяющему каждому осознать себя как личность и реализовать свой духовно-творческий потенциал.

## Репертуар театра
Репертуар ТЮТа включает пьесы зарубежных и отечественных драматургов, а также созданные в стенах театра. От Шекспира и Чехова до Ибсена и
Эркеня, от Данилы Привалова и Сергея Кумыша до Алексея Лавреева и Роберта Шекли.
В 65-м сезоне театр представляет следующие спектакли:
- Пир во время чумы (реж. Благовещенская)
- Пластические миниатюры (пост. Адамовского)
- Маленький принц (реж. Тейбер-Лебедев)
- Никто не поверит (реж. Куракина)
- Любите ли Вы?… (реж. Круглова)
- Рассказы о любви О’Генри (реж. Сазонов)
- Слуга двух господ (реж. Тейбер-Лебедев)
- Тартюф (реж. Лавров)

И готовятся к постановке:
- Обыкновенное чудо (реж. Куракина)
- Питер Пэн (реж. Журомская)
- А зори здесь тихие… (реж. Сазонов)

## Выпускники театра в Википедии
ТЮТ стал школой для многих известных людей:  Евгений Сазонов, Вениамин Фильштинский, Рудольф Кац, Станислав Ландграф, Лев Додин, Сергей Соловьёв, Виктор Ильичёв, Борис Смолкин, Евгения Сабельникова, Николай Буров, Марина Герцовская, Александр Галибин, Ольга Киреева, Андрей Краско, Владимир Вардунас, Вадим Бочанов, Владимир Богданов, Олег Куликович, Андрей Дежонов, Андрей Панов, Вадим Фиссон, Николай Фоменко, Игорь Гордин, Алексей Девотченко, Дмитрий Фролов, Константин Демидов, Роман Трахтенберг, Борис Хвошнянский, Юрий Владовский, Олег Дмитриев, Глеб Фильштинский, Михаил Трухин, Андрей Зибров, Екатерина Айсина, Серафима Низовская, Мария Шустрова, Ольга Шувалова, Елизавета Бойко, Алиса Иванова, Лариса Рыжова, Иван Васильев.